# Le Vestige des morts-vivants
Série
Chronique des morts-vivants
(2007)
Pour plus de détails, voir Fiche technique et Distribution.
Le Vestige des morts-vivants ou La survie des morts-vivants au Québec (Survival of the Dead)  est un film américano-canadien réalisé par George A. Romero en 2009 et sorti en 2010. C'est le sixième volet de sa Saga des zombies.

## Synopsis
Alors que le nombre de morts-vivants augmente chaque jour, l'île de Plum devient le théâtre d'une guerre entre deux familles, les Muldoon et les O'Flynn.

## Distribution
- Alan Van Sprang : « Nicotine » Crocket
- Athena Karkanis : Tomboy
- Julian Richings : James O'Flynn
- Kenneth Welsh : Patrick O'Flynn
- Kathleen Munroe : Janet / Jane O'Flynn
- Wayne Robson : Tawdry O'Flynn
- George Stroumboulopoulos : le présentateur
- Richard Fitzpatrick : Seamus Muldoon
- Devon Bostick : le garçon
- Interdit aux moins de 16 ans

## Autour du film
- Le film est présenté en compétition à la Mostra de Venise 2009
- Le film est présenté hors compétition au festival du film fantastique de Gérardmer 2010.
- ce film est la suite de Chronique des morts-vivants avec l'introduction du colonel qui est jouée par Alan Van Sprang.